# Rusten Abrahams
Pour les articles homonymes, voir Abrahams.
Rusten Abrahams, né le 16 décembre 1997, est un joueur de hockey sur gazon sud-africain. Il évolue au poste de milieu de terrain à l'Université du Witwatersrand et avec l'équipe nationale sud-africaine.
Il participe aux Jeux olympiques d'été de 2020.

## Carrière

### Jeux olympiques
- Premier tour : 2020